# Pedostrangalia afghanistana
Pedostrangalia afghanistana är en skalbaggsart som beskrevs av Satô och Nobuo Ohbayashi 1976. Pedostrangalia afghanistana ingår i släktet Pedostrangalia och familjen långhorningar.
Artens utbredningsområde är Afghanistan. Inga underarter finns listade i Catalogue of Life.